# Habitatge de les Arenes-3 (Castellar del Vallès)
L'Habitatge de les Arenes és una obra del municipi de Castellar del Vallès (Vallès Occidental) inclosa en l'Inventari del Patrimoni Arquitectònic de Catalunya, juntament amb altres dues situades en l'indret de "Les Arenes", apartat del centre del municipi.
L'edifici va ser el casal d'estiueig de la família Romaguera.

## Descripció
Habitatge unifamiliar situat a la zona d'estiueig de "Les Arenes", prop dels marges del riu Ripoll. La façana de l'edifici s'ha disposat seguint la idea d'un castell o fortificació, il·lusió afavorida per la disposició esglaonada de la teulada que dona una imatge que recorda els merlets. Pel mur s'ha fet servir un picadís de pedra i morter que li confereix un aspecte d'antigor. La distribució de la façana és simètrica, destacant les arcuacions cegues entrellaçades amb arc de mig punt situades sobre la porta. Sota els arcs s'ha disposat una decoració amb ceràmica amb figuració (gerros amb flors). Sobre aquesta, i just per sota del ràfec de la teulada, hi ha un rellotge de sol que també és de ceràmica policroma, on s'inclou la data de construcció de l'edifici (1925). Cal destacar en aquesta construcció, on predominen els elements medievals, i seguint la tònica imaginativa, la barana de l'escalinata per la qual s'accedeix a l'edifici, realitzada a partir de troncs i aprofitant les formes naturals ondulades d'aquests.